# Сен-Пьер (Альпы Верхнего Прованса)
Сен-Пьер (фр. Saint-Pierre, окс. Sant Pèire) — коммуна во Франции, находится в регионе Прованс — Альпы — Лазурный Берег. Департамент коммуны — Альпы Верхнего Прованса. Входит в состав кантона Антрево. Округ коммуны — Кастелан.
Код INSEE коммуны — 04194.

## Население
Население коммуны на 2008 год составляло 111 человек.
| 1962 | 1968 | 1975 | 1982 | 1990 | 1999 | 2008 |
| ---- | ---- | ---- | ---- | ---- | ---- | ---- |
| 53   | 51   | 37   | 50   | 71   | 73   | 111  |

## Экономика
В 2007 году среди 76 человек в трудоспособном возрасте (15—64 лет) 43 были экономически активными, 33 — неактивными (показатель активности — 56,6 %, в 1999 году было 65,1 %). Из 43 активных работали 40 человек (22 мужчины и 18 женщин), безработными были 3 женщины. Среди 33 неактивных 6 человек были учениками или студентами, 11 — пенсионерами, 16 были неактивными по другим причинам.

## Достопримечательности
- Донжон (XII век)
- Церковь Сент-Этьен (XIX век)
- Руины башни Дуанье
- Часовни